# Heynea trijuga
Heynea trijuga är en tvåhjärtbladig växtart som beskrevs av William Roxburgh. Heynea trijuga ingår i släktet Heynea och familjen Meliaceae. Inga underarter finns listade i Catalogue of Life.